# Miguel Leal
António Miguel Nunes Ferraz Leal de Araújo, meglio noto come Miguel Leal (Marco de Canaveses, 22 aprile 1965), è un allenatore di calcio portoghese.